# Sherlock Holmes et l'Apicultrice

Sherlock Holmes et l'Apicultrice est une série de trois romans écrite par Laurie R. King, dans laquelle Sherlock Holmes rencontre Mary Russell et en fait son apprentie. De ce fait, la série est parfois dénommée Les Aventures de Mary Russell et Sherlock Holmes.

## Personnages
- Sherlock Holmes
- Mary Russell

## Tomes parus
- Sacrifier une reine
- Le Cercle des héritières
- Une lettre de Marie-Madeleine